# L’Oréal
Die L’Oréal S.A. ist ein französischer Konsumgüterkonzern mit Hauptsitz in Paris und derzeit der größte Kosmetikhersteller der Welt. Der Deutschlandsitz befindet sich in Düsseldorf, der einzige Produktionsort für eine reine deutsche Herstellung liegt in Karlsruhe.
In den Forbes Global 2000 der weltweit größten Unternehmen belegte L’Oréal im Geschäftsjahr 2017 Platz 207. Zum Unternehmen gehören 37 internationale Marken für Schönheitsprodukte und der Verkauf erfolgt in über 150 Ländern. 

## Geschichte
1907 begann in Paris der Chemiker Eugène Schueller mit der kleingewerblichen Produktion von Haarfärbetinkturen. Er nannte eines dieser Mittel Auréole („Glorienschein“). Der spätere Name des 1909 als Société française de teintures inoffensives pour cheveux gegründeten Unternehmens stammt wahrscheinlich aus dieser Bezeichnung, hat aber in dieser Form keine Bedeutung. Das Unternehmen erweiterte seine Produktion und stellte bald alle möglichen Arten von Schönheitsprodukten her. Mit einem Portfolio von 28 internationalen Marken und tausenden Einzelprodukten stieg L’Oréal zum Weltmarktführer in Kosmetik auf. Der Konzern vertreibt seine Produkte heute (Stand 2013) in über 130 Ländern.
Anfang des 20. Jahrhunderts unterstützte Schueller die anti-kommunistische, rechtsextreme Gruppierung Cagoule finanziell. Nach dem Zweiten Weltkrieg wurden mehrere ihrer Mitglieder in Führungspositionen eingestellt. 1956 wurde die Marke Ambre Solaire für Sonnenschutz lanciert. 1964 wurde die neue Luxus-Marke Lancôme kreiert. 1965 übernahm L’Oréal Garnier und baute es weiter aus. 1973 erwarb L’Oréal den französischen Pharma-Konzern Synthélabo, der 1999 mit Sanofi zu Sanofi-Synthélabo vereint wurde. 1981 wurde Galderma als Joint Venture von L’Oréal und Nestlé gegründet. 2014 übernahm Nestlé den 50-%-Anteil von L’Oréal.
Für das Testen von Fertigprodukten ersetzte L’Oréal 1989 erfolgreich Tierversuche mit einem eigens entwickelten Hautmodell namens Episkin. Im Mai 2007 erhielt L’Oréal vom ECVAM (European Centre for the Validation of Alternative Methods) die Anerkennung des Modells als vollwertige Ersatzmethode bei Hautirritationen. Mit der 20 Jahre lang erforschten In-vitro-Methode kann seitdem die Toleranz von Inhaltsstoffen und Fertigprodukten ohne Tierversuche bewertet werden. Dennoch veranlasste L’Oréal Aussagen der Tierrechtsorganisation PETA zufolge auch noch im Jahr 2000, dass einzelne Inhaltsstoffe für Kosmetikprodukte im Tierversuch getestet wurden.
Seit den 1990er Jahren beruht das Konzernwachstum hauptsächlich auf der Expansion in Schwellenländer wie die Volksrepublik China, Indien und Südafrika. Zudem leitete der Konzern eine aggressive Akquisitionsstrategie ein; erworben wurden unter anderem 1991 Dralle, 1995 Jade, 1996 Maybelline, 1998 Soft Sheen, 2000 Kiehl’s, Carson Products, 2001 Bio-Medic und Colorama, 2003 shu uemura, 2003 Mininurse, 2004 Yue-Sai, 2005 SkinCeuticals, 2006 Sanoflore und SkinEthic, 2007 Canan, Beauty Alliance, PureOlogy und Maly’s West, 2008 Columbia Beauty Supply, 2011 Clarisonic, 2014 NYX Cosmetics und Urban Decay.
Im Februar 2002 gründeten L’Oréal und Nestlé ein Joint Venture namens Laboratoires innéov, das sich auf kosmetische Nahrungsergänzungsmittel spezialisiert hat.
L’Oréal unterhält 19 Forschungszentren weltweit, u. a. in Aulnay-sous-Bois (F), Chevilly (F), Clark (New Jersey, USA), Kawasaki (JP) und seit 2005 in Shanghai (China).
Im März 2005 gab L’Oréal bekannt, die britische Kosmetik-Kette The Body Shop für umgerechnet 940,3 Millionen Euro zu übernehmen. Zunächst wurde öffentlich eine ethische Richtungsänderung der Kette befürchtet, jedoch stellt L’Oréal später klar, The Body Shop als unabhängige Tochter zu behandeln und keine Änderungen bezüglich Produkten, Management und ethischer Werte vorzunehmen. 2017 wurde The Body Shop an den brasilianischen Natura-Konzern verkauft.
Im Juli 2007 verurteilte ein Pariser Gericht L’Oréal wegen rassistischer Diskriminierung. Der Konzern und seine Agentur wurden zu jeweils 30.000 Euro verurteilt, da die Tochtergesellschaft Garnier bei der Suche nach Frauen für eine Werbekampagne dunkelhäutige Kandidatinnen ausgeschlossen hatte. L’Oréal wies alle Vorwürfe zurück und kündigte an, bis vor den Obersten Gerichtshof zu ziehen.
Im Mai 2018 verkündete L’Oréal die Übernahme des südkoreanischen Unternehmens Nanda Co. Ltd., zu denen die Modemarke Stylenanda gehört. Stylenanda ist vor allem in Südkorea und China bekannt und hatte 2017 einen Umsatz von 127 Millionen Euro.
Im August 2018 verkündete L’Oréal die Übernahme der Logocos Naturkosmetik AG. Unter dem Markenportfolio befinden sich u. a. Logona und Sante.
Mit dem Baubeginn für ein neues Logistikzentrum in Muggensturm im Februar 2018 wurde der Startschuss für die Reorganisation der Lagerflächen in Karlsruhe gegeben. In Muggensturm sollen bis 2019 beide Karlsruher Standorte für die Logistik zusammengefasst werden. Das neu entstehende Logistikzentrum mit einer Grundfläche von rund 100.000 m² wurde durch den Immobilienentwickler und Bauherren ProLogis geplant und wird das weltweit größte seiner Art innerhalb der gesamten L’Oréal-Gruppe sein.
Im Dezember 2024 teilte die Migros-Gruppe mit, dass L’Oréal die Gowoonsesang Cosmetics Co., Ltd., eine südkoreanische Tochterfirma der Mibelle Group, übernimmt.

## Unternehmensprofil
2014 erzielte der Konzern bei einem Jahresumsatz von 22,53 Mrd. Euro einen operativen Gewinn von 3,89 Mrd. Euro. Umsatz, Gewinn und Umsatzrendite stiegen in den letzten 20 Jahren kontinuierlich an.
Die Aufwendungen für Werbung und Verkaufsförderung betragen ein Mehrfaches des Forschungsaufwandes (6,3 Mrd. Euro gegenüber 721 Mio. Euro, Stand 2011).
Wichtigste Anteilseignerin mit 30,8 % war Liliane Bettencourt (1922–2017), die Tochter von Eugène Schueller. 41,1 % dieses Anteils hatte sie ihrer Tochter Françoise Bettencourt-Meyers übereignet, jedoch ohne die damit verbundenen Stimmrechte. Zweitgrößter Gesellschafter ist der Nestlé-Konzern mit 29,6 %. Die Familie Bettencourt und Nestlé räumten sich bis Ende 2013 gegenseitig ein Vorkaufsrecht für ihre Anteile ein.
2025 wurde Jean-Victor Bettencourt, Sohn von Françoise Bettencourt-Meyers, zum Aufsichtsratsvorsitzenden ernannt.
Die übrigen Anteile werden auf dem freien Kapitalmarkt gehandelt.
Vorstandsvorsitzender ist Nicolas Hieronimus. Die erste Frau im Vorstand war Béatrice Dautresme. Heute sind sechs Frauen im Konzernvorstand: Barbara Lavernos, Myriam Cohen-Welgryn, Asmita Dubey, Blanca Juti, Alexandra Palt sowie Ersi Pirishi.
Der Konzern besitzt 28 internationale Marken, welche in vier Divisionen aufgeteilt sind:
- Zu den Consumer Products gehören L’Oréal Paris, Garnier und Maybelline Jade, Essie, Softsheen Carson, NYX Cosmetics.
- Professionelle Produkte, die nur in Friseursalons und über Friseurbedarf-Onlineshops vertrieben werden, sind Kérastase, Redken, Matrix, Shu Uemura Art of Hair, Decléor, Carita und L’Oréal Professionnel.
- Marken der Luxusprodukte sind Lancôme, Biotherm, Helena Rubinstein, Kiehl’s, Giorgio Armani (Parfüm), Ralph Lauren (Lizenz für Parfüm), Cacharel (Parfüm), Viktor & Rolf (Parfüm) und Yves Saint Laurent Beauté, Clarisonic, Diesel, Maison Martin Margiela, Urban Decay, Shu Uemura, Yue Sai, Guy Laroche, Paloma Picasso.[21]
- Marken der Apothekenkosmetik sind Vichy, La Roche-Posay, Cerave und SkinCeuticals. Zudem gehören zur L’Oréal-Gruppe die Naturkosmetik-Marken Laboratoire Sanoflore, Logona, Sante und Heliotrop.

Der Konzern fördert mit den UNESCO-L’Oréal-Preisen herausragende Frauen in der Wissenschaft. Im Januar 2015 wurde das Unternehmen für sein gesellschaftspolitisches Engagement mit dem Prix Gérard Bénieux des Départements Hauts-de-Seine ausgezeichnet.

## Kritik
Im Spiegel (10/2005) warfen Kritiker dem Konzern nicht eingehaltene Werbeversprechen vor. Die teuren Parfums enthielten fast ausschließlich synthetische Geruchsstoffe, die Herstellungskosten der Substanzen betrügen weniger als 3 % des Verkaufspreises. Kosmetika des Konzerns wirkten weder der Cellulite noch der Alterung der Haut entgegen, obwohl in der Konzernwerbung derartiges suggeriert werde. Des Weiteren wird L’Oréal in dem Spiegel-Artikel vorgeworfen, in einigen Produkten haut- und umweltschädliche Substanzen wie Phthalate, die als fortpflanzungsschädigend gelten, und Phenylendiamin, ein aggressives Allergen, zu verwenden.
Die Tierrechtsorganisation PETA kritisiert L’Oréal seit Jahren, weil es nach wie vor Tierversuche durchführt bzw. in Auftrag gibt (Stand: 7. Januar 2014). Trotz des Verkaufsverbots für an Tieren getestete kosmetische Rohstoffe, das seit 2013 in der EU gilt, verkauft L’Oréal die Produkte immer noch in Ländern, in denen Tierversuche gesetzlich vorgeschrieben sind. Die letzte Stellungnahme von L’Oréal International zum Thema Tierversuche lautet wie folgt:

„Die (L’Oréal-)Gruppe führt nirgendwo auf der Welt mehr Tierversuche durch oder gibt diese bei Dritten in Auftrag. Ausnahmen können vorkommen, wenn Behörden diese aus Gründen der Sicherheit fordern […].“